# Aargau
Aargau (/ˈɑːrɡaʊ/ AR-gow, tiếng Đức: [ˈaːrɡaʊ] ⓘ), chính thức là bang Aargau (tiếng Đức: Kanton Aargau; tiếng Romansh: Chantun Argovia; tiếng Pháp: Canton d'Argovie; tiếng Ý: Canton Argovia), là một trong 26 bang của Thụy Sĩ. Aargau bao gồm 11 huyện và thủ phủ của bang là Aarau.
Aargau là một trong những bang nằm bên phần phía bắc của Thụy Sĩ. Nó nằm ở hạ lưu của sông Aare, và đó là lý do tại sao bang được gọi là Aargau (từ này có nghĩa là "tỉnh Aare"). Ngoài ra, Aargau là một trong những bang đông dân nhất của Thụy Sĩ và ngoài ra, Aargau cũng thuộc về một trong những bang nói tiếng Đức của Thuỵ Sĩ.

## Tên gọi
Tên gọi của bang Aargau bắt nguồn từ sông Aare chảy qua bang và từ này cũng là thành phần của hai từ Aare (sông Aare chảy qua bang) và Gau (một dạng đơn vị thời Trung Cổ, tương đuơng với một tỉnh/xứ ngày nay, vào đầu thời Trung Cổ còn được gọi là "Aaregau")

## Địa lý
Thủ phủ của bang là Aarau, nằm ở biên giới phía tây trên sông Aare. Aargau giáp với bang Baden-Württemberg, Đức, ở phía bắc thông qua sông Rhein. Về phía tây, Aargau giáp với các bang Basel-Landschaft, Solothurn và Bern, bang Lucerne nằm ở phía nam và các bang Zürich và Zug ở phía đông. Tổng diện tích của bang là 1.404 km2. Ngoài sông Rhein, bang có hai con sông lớn là Aare và Reuss.